# Kate O'Connor
Katherine  O'Connor (conocida como Kate O'Connor; Newry, Reino Unido, 12 de diciembre de 2000) es una deportista irlandesa que compite en atletismo, especialista en la prueba de pentatlón.
Ganó una medalla de plata en el Campeonato Mundial de Atletismo en Pista Cubierta de 2025 y una medalla de bronce en el Campeonato Europeo de Atletismo en Pista Cubierta de 2025.

## Palmarés internacional
| Campeonato Mundial en Pista Cubierta | Campeonato Mundial en Pista Cubierta | Campeonato Mundial en Pista Cubierta | Campeonato Mundial en Pista Cubierta |
| Año                                  | Lugar                                | Medalla                              | Prueba                               |
| ------------------------------------ | ------------------------------------ | ------------------------------------ | ------------------------------------ |
| 2025                                 | Nankín (China)                       | Medalla de plata                     | Pentatlón                            |
| Campeonato Europeo en Pista Cubierta |                                      |                                      |                                      |
| Año                                  | Lugar                                | Medalla                              | Prueba                               |
| 2025                                 | Apeldoorn (Países Bajos)             | Medalla de bronce                    | Pentatlón                            |